# Cunette

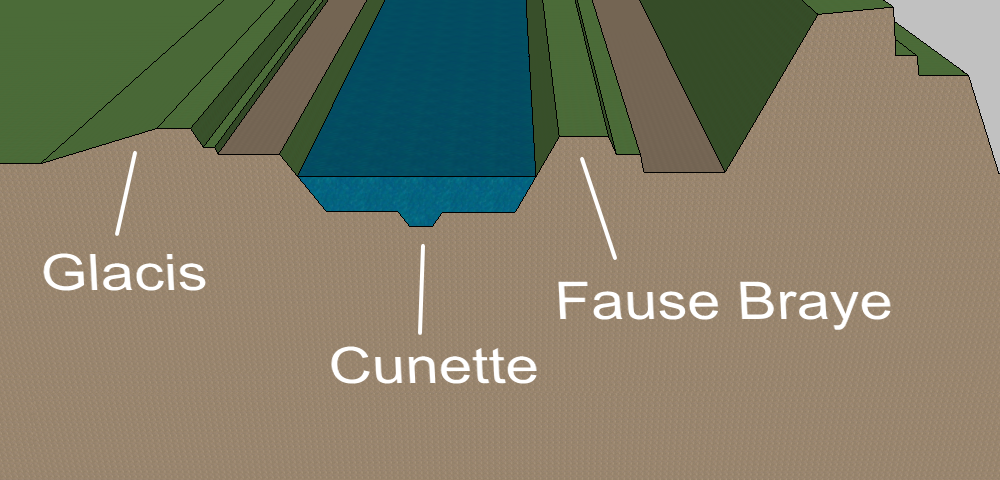
Cunette.

Cunette (ou canal exutoire) peut avoir plusieurs significations, suivant le contexte militaire ou civil.

## Architecture militaire
Dans une fortification, une cunette est un canal large de 6 à 7 m et profond d'environ 2 m, que l'on pratique dans le fond d'un fossé sec de fortification pour en faire écouler l'eau, ou pour en mieux disputer le passage à l'ennemi. 
La cunette remplie d'eau prend le nom de douve.

## Génie civil
- Petit canal d'évacuation le long d'une chaussée ou d'une voie ferrée, ou en décaissé dans un radier, un dallage.
- Tranchée d'accès dans un terrassement en masse.
- Zone d'écoulement au fond d'un collecteur équipé d'une ou de deux banquettes de visite.
- Métier d'ouvrier professionnel spécialisé dans la réalisation de cunette le " cuniteur "